# Михайло Ковальчин
Михайло Ковальчин («Бурий») (10 квітня 1919, с. Грушатичі - ?) — український військовослужбовець, член ОУН і УПА.

## Біографія

### Раннє життя
Михайло Ковальчин народився 10 квітня 1919 р. в селі Грушатичах, Перемиського району, у родині Павла та Марії. У родині було 4 дітей (два брати й сестра). Михайло був наймолодшим.

### Навчання
В селі Грушатичі закінчив публічну школу, а потім почав бурсацьке життя і науку в гімназії в Перемишлі, на вул. Словадського. Після смерті батька був змушений покинути навчання в школі, бо не стало грошей на оплату бурси. Михайло почав працювати в пекарні та одночасно вчитися в торговельній і фаховій школі.

### Вступ в юнацтвоОУН
З приходом більшовиків Михайло навчався в десятому класі (22 червня 1941 року). 15 липня 1941 року Михайло став членом юнацтва ОУН, а 8 січня 1942 року став членом ОУН. На доручення ОУН вступив до української поліції на станиці в селі Селиськах. Звідси Михайло переїхав до Львова на поліційну підстаршинську школу, де її відбудував разом з Ярославом Коцюлком, пізніше сотенним Крилачем. Там Михайло одержав ступень десятника. Пізніше Михайла перевели на поліційну станицю в Медиці, де він був заступником командира «Бурлаки». Звідти, разом з ним, ціла станція пішла до УПА під командуванням командира «Рена», з яким перейшли фронт до Чорного лісу.

### Діяльність вУПА
По повороті з Чорного лісу Михайло вступив до підстаршинської школи УПА ім. Пол. Коника в Делягівському Лісі, де він одержав ступінь старшого булавного. З часом, Михайло пройшов старшинські та підстаршинські курси СБ. В СБ був комендантом боївки, підреферентом і пізніше референтом СБ 3-го району Холодний Яр. Провідниками Михайла були «Летун» і «Потап».

### В екзилі
Станом на 1982 рік проживав у США.

### В іміграції
В кінці грудня 1947 року в табір в Мітенвальді прибула перша група вояків УПА.
В половині червня 1947 року на доручення Головного Командування УПА, призначені відділи УПА вирушили з України у "Великий Рейд", щоб західний світ довідався про боротьбу українського народу проти російської імперії. 
При кінці грудня Сталін домагався від своїх союзників-американців видачі вояків йому, як воєнних злочинців для покарання. Очевидно, американці не повірили в його байки. Одної ночі вивезли  усіх під український табір Д.П. в Ляндзгуті, висадили таки на снігу, без жодних документів і сказали: "Давайте собі раду, а ми подамо в газетах, що ви втікли десь в ліси". В таборі Ляндзгут, завдяки п. Л. Маркові, який був членом Таборової Ради, прийнято було їх по братерськи. По кількох днях там і відбувся розподіл їхньої групи, призначаючи їх по різних таборах ДП по цілій Німеччині.

## Бої
- 1946 рік — бій у Бірчі
- В липні 1946 року — бій у Ямні Долішній, де був поранений осколками гранатомета.
- Був учасником Великого Рейду УПА на Захід[2]зі сотнею Громенка, 2 червня 1947 р., тривав він 93 дні.